# Mamestra trimenda
Mamestra trimenda là một loài bướm đêm trong họ Noctuidae.